# 西羅亞 (伊利諾伊州)
西羅亞（英語：Siloam）是位於美國伊利諾伊州布朗縣的一個非建制地區。該地的面積和人口皆未知。

## 地理
西羅亞的座標為39°53′17″N 90°54′57″W / 39.88806°N 90.91583°W，而該地的平均海拔高度為186米（即610英尺）。